# Lípa u Rosů
Lípa u Rosů je památný strom poblíž města Slaného v okrese Kladno. Lípa malolistá (Tilia cordata) roste při silnici II/118 mezi Slaným a Želevčicemi, zhruba 2¼ km severně od centra města, v nadmořské výšce 300 metrů. Krajinu kolem lípy představuje severní okraj vyvýšené planiny, jež se prostírá severně od města a právě od stromu se začíná výrazně svažovat do údolí Byseňského potoka. Silnice, vedoucí mezi poli a lemovaná stromy a keři, se v těchto místech zahlubuje do mělkého zářezu, přičemž lípa roste v jeho břehu po západní straně, tedy vlevo ve směru od Slaného.
Lípa požívá ochrany od roku 1994 s poukazem na estetickou hodnotu, stáří stromu a dobrý zdravotní stav. Měřený obvod jejího kmene v době vyhlášení dosahoval 310 centimetrů; výška stromu činila 18 metrů. Věk stromu vyhlašovací dokumentace odhadovala na 140 až 170 roků, což přepočteno na současnost dává aktuální odhad 171 až 201 let.
Zjevné označení, např. tabulí „Památný strom“ s malým státním znakem, v terénu chybí (stav 2012).

## Památné a významné stromy vokolí
- Dřínovská lípa (3,6 km sz.)
- Dub na Zadních Lužích (Slaný; 2,3 km jv.)
- Dub v Podlešíně (5,5 km jv.)
- Duby u Otrub (1,2 km z.)
- Hrušeň v Kvíci (4,9 km jz.)
- Jasan ve Tmáni (4,5 km ssv.)
- Koulova lípa (3,5 km sz., Královice)
- Lípa "Na dlouhém" (5,3 km sz., Neprobylice)
- † Lípa u Břešťan (3,9 km s.)
- Lípa u Vítova (3,1 km v.)
- Lípa v Lotouši (5,0 km z.)
- Podlešínská lípa (5,6 km jv.)
- Topol v Trpoměchách (2,3 km z.)
- † Žižická lípa (2,3 km jv.)